# Rohov (679 m)
Rohov (679 m) – szczyt w regionie Hromoviec na Słowacji. Wznosi się po zachodniej stronie miejscowości Kamenica. Stoki wschodnie opadają do doliny potoku o nazwie Beskydský potok, w kierunku południowo-zachodnim tworzy grzbiet zakończony szczytem 626 m, w południowym poprzez przełęcz łączy się ze szczytem Bálažka (643 m).
Rohov jest w większości porośnięty lasem, tylko od strony miejscowości Kamenica na jego wschodnich zboczach wysoko podchodzą w górę łąki tej miejscowości. Stokami tymi prowadzi linia kolejowa, a przez przełęcz między Rohovem i szczytem 626 m szlak turystyczny.